# Fastball
Fastball es una banda estadounidense de rock formada en Austin, Texas en 1994. La banda originalmente se llamaba Magneto U.S.A., pero lo cambiaron luego de firmar con el sello Hollywood Records.
En 1998, su segundo álbum All The Pain Money Can Buy alcanzó el estatus de disco de platino a los seis meses de su lanzamiento, y permaneció en el Billboard's Top 200 Albums chart durante un año. Además, la banda ha sido nominada a dos premios Grammy - Premio Grammy por mejor interpretación rock de un dúo o grupo con vocalista por "The Way", y Premio Grammy por mejor vídeo musical de larga duración por su vídeo promocional de "They Wanted The Highway". También recibieron cinco premios de The Austin Chronicle: Álbum del Año 1998, Mejor Video, Mejor Sencillo/EP, Banda del Año y Mejor Banda Pop de 1995.

## Biografía

### Formación
En 1995, Tony Scalzo, Miles Zuniga y Joey Shuffield conformaron Fastball en Austin, Texas. Zuniga y Shuffield habían tocado juntos en una banda llamada Big Car. Inicialmente la banda tuvo varios nombres como Star 69, Magneto, Magneto USA, Ed Clark's Business Bible y Starchy, antes de adoptar definitivamente el nombre de Fastball.
En 1996 grabaron su primer trabajo discográfico: Make Your Mama Proud. El álbum no logró buenas ventas.

### All the Pain Money Can Buy
Su segundo álbum, All The Pain Money Can Buy, fue lanzado por Hollywood Records en 1998. En menos de seis meses, el disco había vendido más de un millón de copias, impulsado especialmente por el exitoso sencillo "The Way". El sencillo "Out of My Head" logró escalar a la posición n.º 20 en la lista Billboard Hot 100 en los Estados Unidos. "Fire Escape" ocupó la posición n.º 86 en la misma lista.

### Declive
Después del éxito que representó su segundo álbum, la banda entró de nuevo al estudio en el año 2000 para grabar The Harsh Light of Day. El disco apenas vendió 85.000 copias, una diferencia muy significativa comparada con las ventas de su álbum anterior.

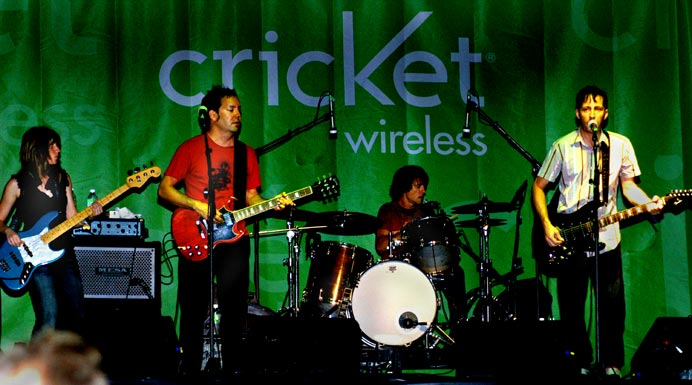
Fastball en Austin, Texas, en 2006. De izquierda a derecha: Harmoni Kelley, Miles Zuniga, Joey Shuffield y Tony Scalzo.

En 2004, Fastball lanzó su cuarto álbum, Keep Your Wig On, bajo el sello Rykodisc. En 2007, "The Way" fue ubicada en la posición n.º 94 de la lista "Las 100 mejores canciones de los años 1990" de VH1.

### Actualidad
En el 2009 la banda lanzó su quinto álbum de estudio, llamado Little White Lies. En el 2013, un nuevo sencillo titulado "Love Comes in Waves" fue lanzado de manera digital. El vídeo hizo su presentación en YouTube el 23 de julio de 2013.
El 5 de febrero de 2015, la banda inició la grabación de un nuevo álbum de estudio en Austin.

## Discografía

### Álbumes de estudio
- 1996 - Make Your Mama Proud
- 1998 - All The Pain Money Can Buy (#29 EE. UU.)
- 2000 - The Harsh Light of Day (#97 EE. UU.)
- 2004 - Keep Your Wig On
- 2009 - Little White Lies
- 2017 - Step Into Light
- 2019 - The Help Machine

### Otros lanzamientos
- 2002 - Painting the Corners: The Best of Fastball
- 2003 - Live From Jupiter Records
- 2022 - Soundtrack EP

### Sencillos
| Año  | Título                           | Posiciones en los charts | Posiciones en los charts | Posiciones en los charts | Posiciones en los charts | Posiciones en los charts | Posiciones en los charts | Posiciones en los charts | Álbum                      |
| Año  | Título                           | US Hot 100               | US Modern Rock           | US Mainstream Rock       | US Adult Top 40          | US AAA                   | US Top 40 Mainstream     | US Top 40 Tracks         | Álbum                      |
| ---- | -------------------------------- | ------------------------ | ------------------------ | ------------------------ | ------------------------ | ------------------------ | ------------------------ | ------------------------ | -------------------------- |
| 1996 | "Are You Ready for the Fallout?" | -                        | -                        | -                        | -                        | -                        | -                        | -                        | Make Your Mama Proud       |
| 1998 | "The Way"                        | -                        | #1                       | #25                      | #2                       | -                        | #4                       | #31                      | All The Pain Money Can Buy |
| 1998 | "Fire Escape"                    | #86                      | #13                      | #25                      | #19                      | -                        | #29                      | -                        | All The Pain Money Can Buy |
| 1999 | "Out of My Head"                 | #20                      | -                        | -                        | #3                       | -                        | #8                       | #10                      | All The Pain Money Can Buy |
| 2000 | "You're an Ocean"                | -                        | -                        | -                        | #16                      | #8                       | #29                      | #36                      | The Harsh Light of Day     |
| 2004 | "Airstream"                      | -                        | -                        | -                        | -                        | #38                      | -                        | -                        | Keep Your Wig On           |
| 2004 | "Drifting Away"                  | -                        | -                        | -                        | -                        | #31                      | -                        | -                        | Keep Your Wig On           |
| 2009 | "Little White Lies"              | -                        | -                        | -                        | -                        | #26                      | -                        | -                        | Little White Lies          |

### Bandas sonoras
- 1997, An American Werewolf in Paris, "Human Torch"
- 1998, Brink!, "Sooner Or Later"
- 1998, The Waterboy, "Sooner Or Later"
- 1999, Varsity Blues, "Are You Ready For the Fallout?"
- 1999, Live at the World Café - Volume 9 - "Out of My Head"
- 1999, Johnny Tsunami, "The Way" and "Fire Escape"
- 1999, The Other Sister. "She Comes 'Round"
- 1999, Il pesce innamorato, "The Way"
- 2000, Loser, "Out of My Head"
- 2001, Motocrossed, "You're an Ocean"
- 2001, Summer Catch, "Every Time She Walks"
- 2006, Failure to Launch, "This Guy's in Love With You"